# Leefschool
De Leefschool is een vorm van methodeonderwijs ontwikkeld door de Belgische pedagoog Carl Medaer.
Deze onderwijsvorm ontstond doordat Medaer een synthese maakte van bestaande ervaringsgerichte methodes. Kenmerken zijn de sterke coöperatieve technieken waarbij leerlingen van verschillende leeftijden samen werken aan projecten. Het succes is vooral zichtbaar in het basisonderwijs.